# Aurora (Teksas)
Aurora – miasto w Stanach Zjednoczonych, w stanie Teksas, w hrabstwie Wise. Według spisu ludności z roku 2000, w Aurorze mieszka 853 mieszkańców.
W kwietniu 1897 roku w miasteczku miała mieć miejsce rzekoma katastrofa UFO.